# Dodge Caravan
Dodge Caravan – samochód osobowy typu minivan klasy średniej, a następnie klasy wyższej produkowany pod amerykańską marką Dodge w latach 1983 – 2020.

## Pierwsza generacja

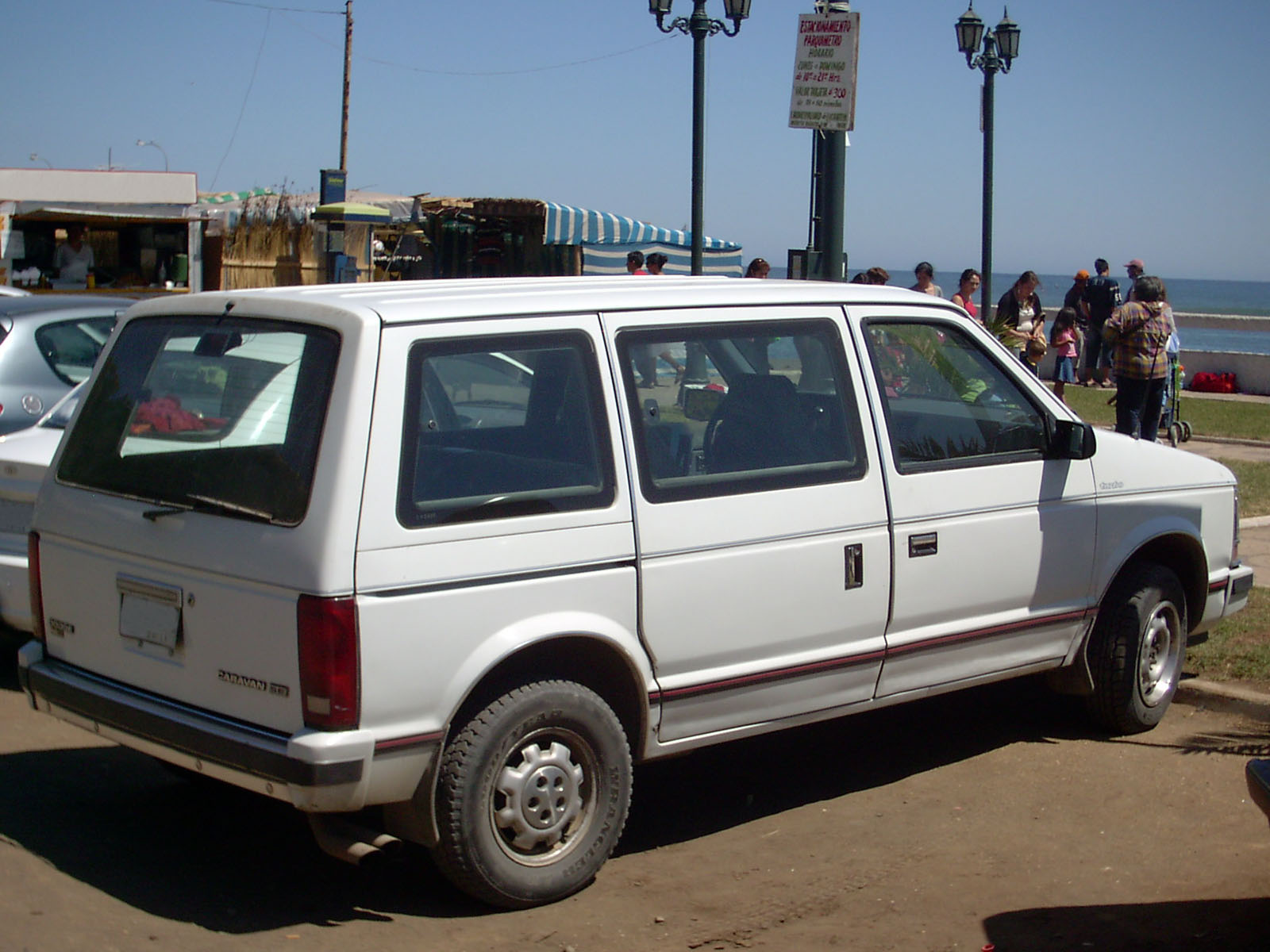
Dodge Caravan I - tył

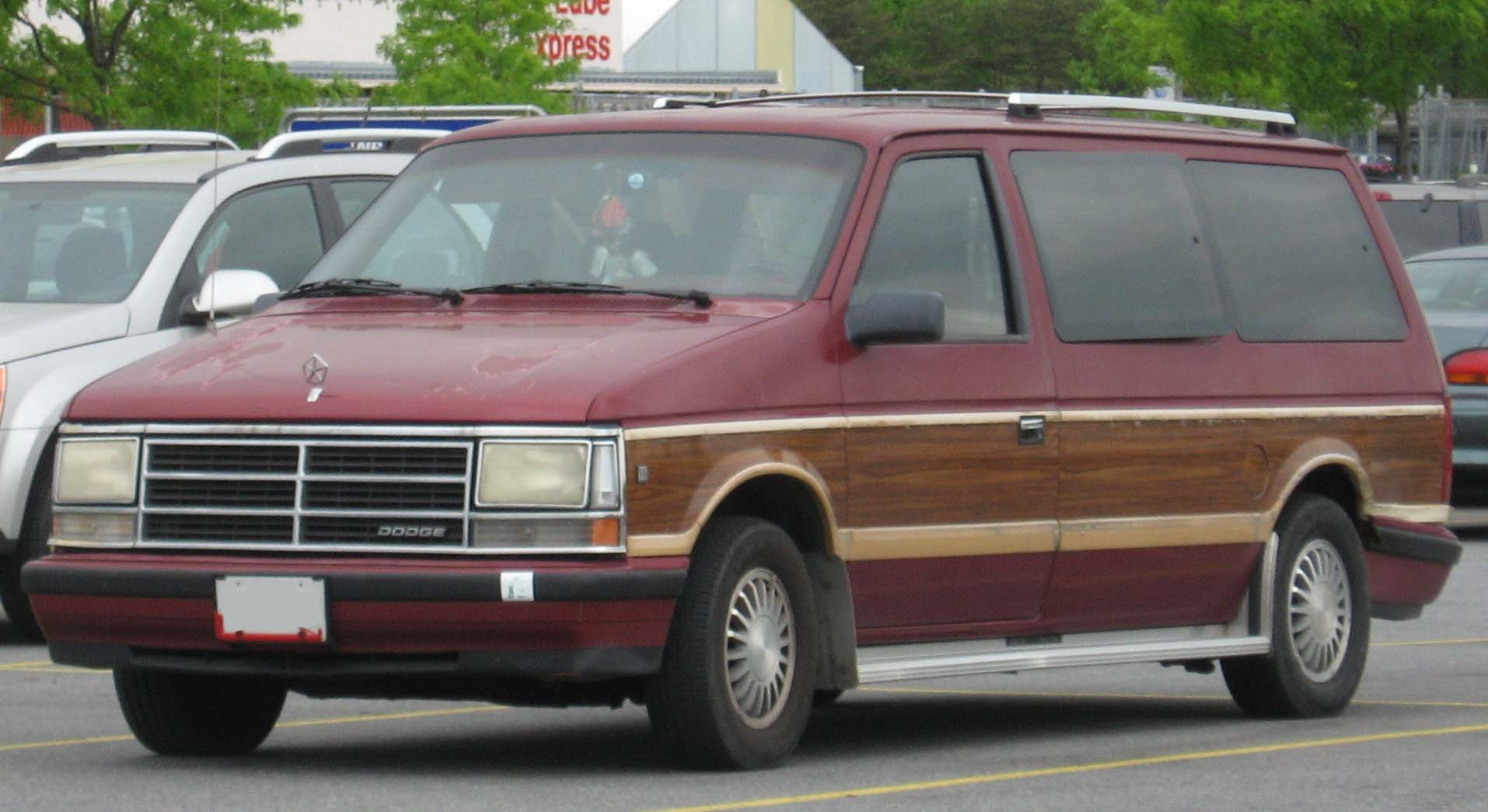
Dodge Grand Caravan I

Dodge Caravan I został zaprezentowany po raz pierwszy w 1983 roku.
Samochód trafił na rynek wraz z bliźniaczym modelem, Plymouthem Voyagerem, w listopadzie 1983 roku. Samochód oparto na płycie podłogowej Chryslera  S-body. Do napędu używano benzynowych silników R4 oraz V6. Moc przenoszona jest na oś przednią (przez kilka lat opcjonalnie AWD) poprzez automatyczną bądź manualną skrzynię biegów. 
W roku 1987 wprowadzono wersję z przedłużonym rozstawem osi - nosi nazwę Grand Caravan. W roku 1988 wprowadzono kolejną pochodną modelu, Chryslera Voyagera, zaś dwa lata później nieco bardziej ekskluzywnego Chryslera Town & Country. 

### Silniki
- L4 2.2l K
- L4 2.5l K
- L4 2.5l Turbo
- L4 2.6l Mitsubishi
- L4 3.0l Mitsubishi
- V6 3.3l EGA

## Druga generacja

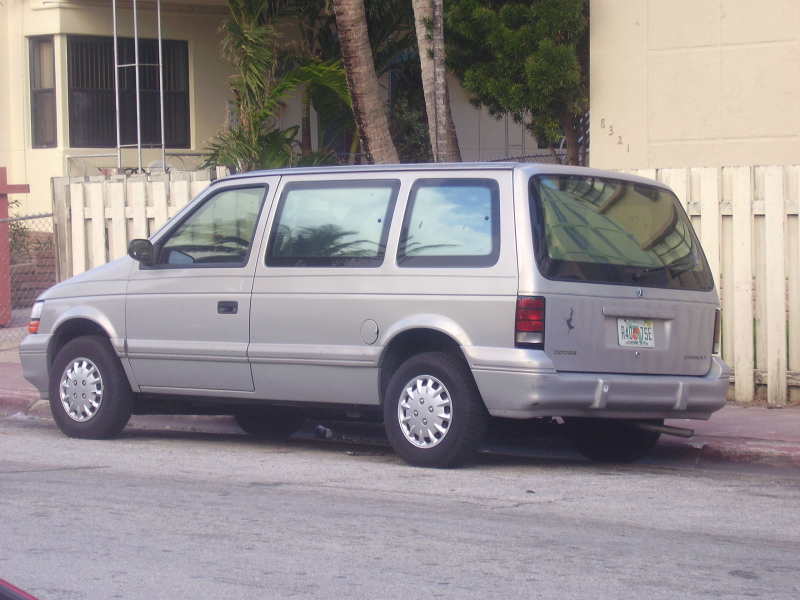
Dodge Caravan II - tył

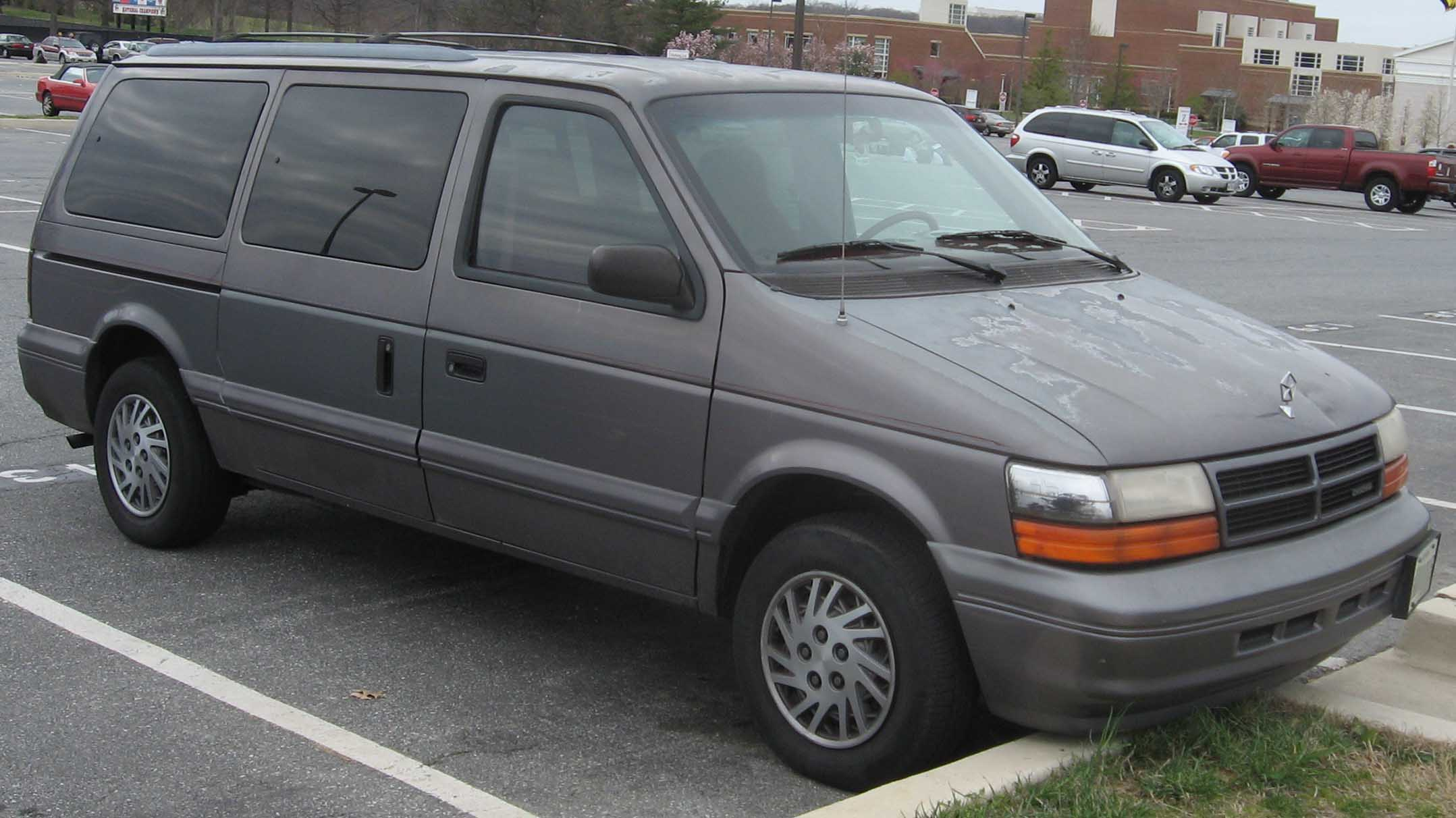
Dodge Grand Caravan II

Dodge Caravan II został zaprezentowany po raz pierwszy w 1990 roku.
Drugie wcielenie zostało zaprezentowane latem 1990 roku. Samochód oparto na zmodernizowanej płycie podłogowej AS-body, na której zbudowano poprzednika. Ewolucyjny kierunek zmian widać także z zewnątrz - kształt nadwozia i jego ogólne proporcje są zbliżone, przy jednoczesnym zaokrągleniu i wygładzeniu sylwetki w nowym modelu. 
Do napędu używano benzynowych silników R4 oraz V6. Moc przenoszona jest na oś przednią (przez kilka lat opcjonalnie AWD) poprzez automatyczną bądź manualną skrzynię biegów. 

### Silniki
- L4 2.5l EDM
- V6 3.0l Mitsubishi
- V6 3.3l EGA
- V6 3.8l EGH

## Trzecia generacja

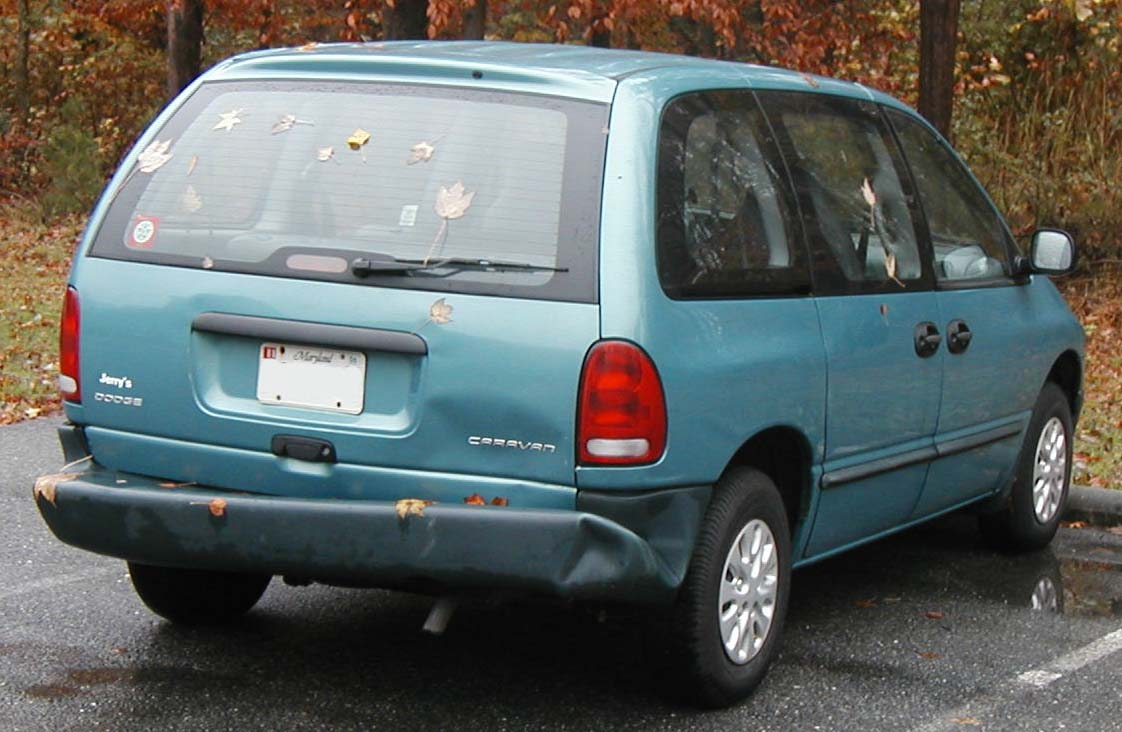
Dodge Caravan III - tył

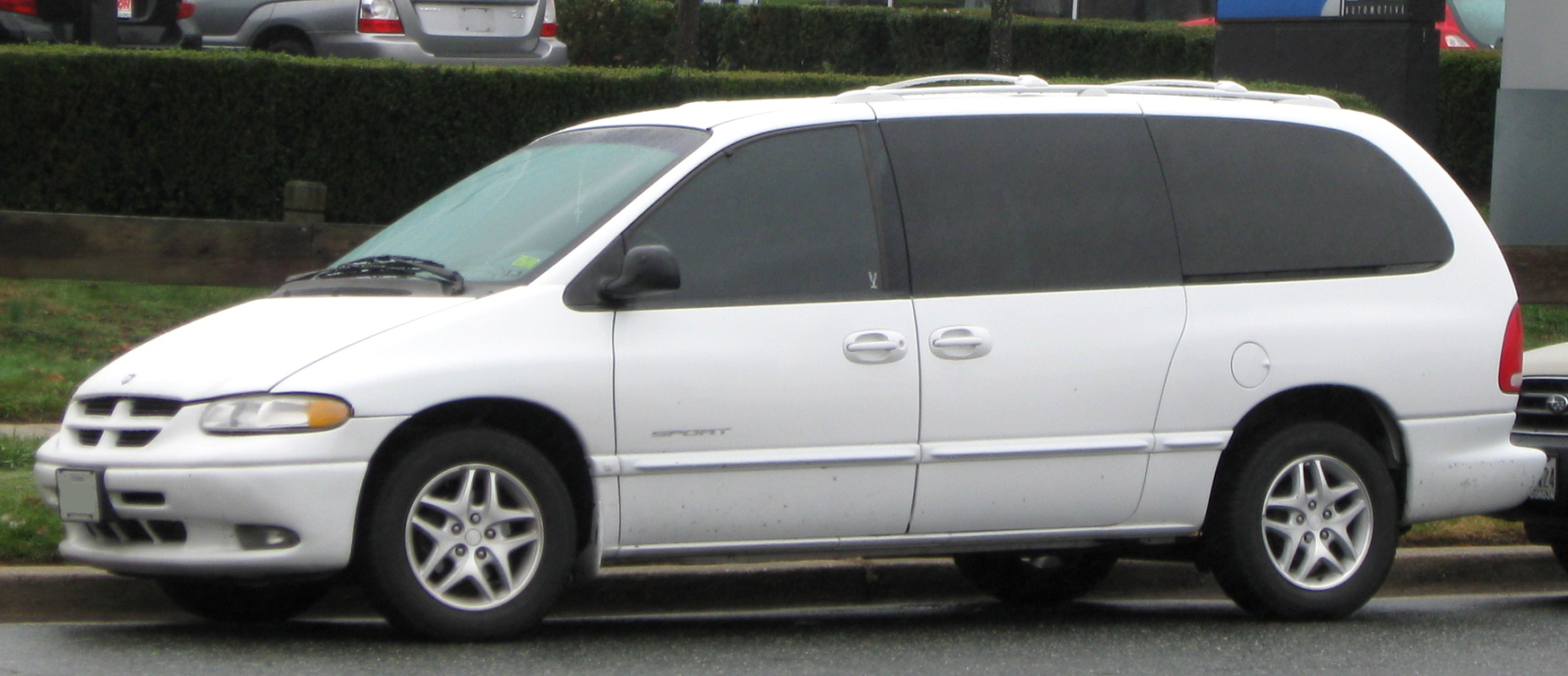
Dodge Grand Caravan III

Dodge Caravan III został zaprezentowany po raz pierwszy w 1995 roku.
Samochód zbudowano tym razem od podstaw jako zupełnie nowa konstrukcja, opierając go na płycie podłogowej NS-body. Zmienił się wygląd nadwozia, z którego zniknęły kanty i ostre linie na rzecz bardziej zaokrąglonych i agresywniej stylizowanych powierzchni. Przeprojektowano też wnętrze, które również zyskało mniej kanciaste formy w środku.
Do napędu używano benzynowych silników R4 oraz V6. Moc przenoszona jest na oś przednią (przez kilka lat opcjonalnie AWD) poprzez automatyczną skrzynię biegów. 

### Silniki
- L4 2.4l EDZ
- L4 2.5l VM425
- V6 3.0l 6G72
- V6 3.3l EGA
- V6 3.8l EGH

## Czwarta generacja

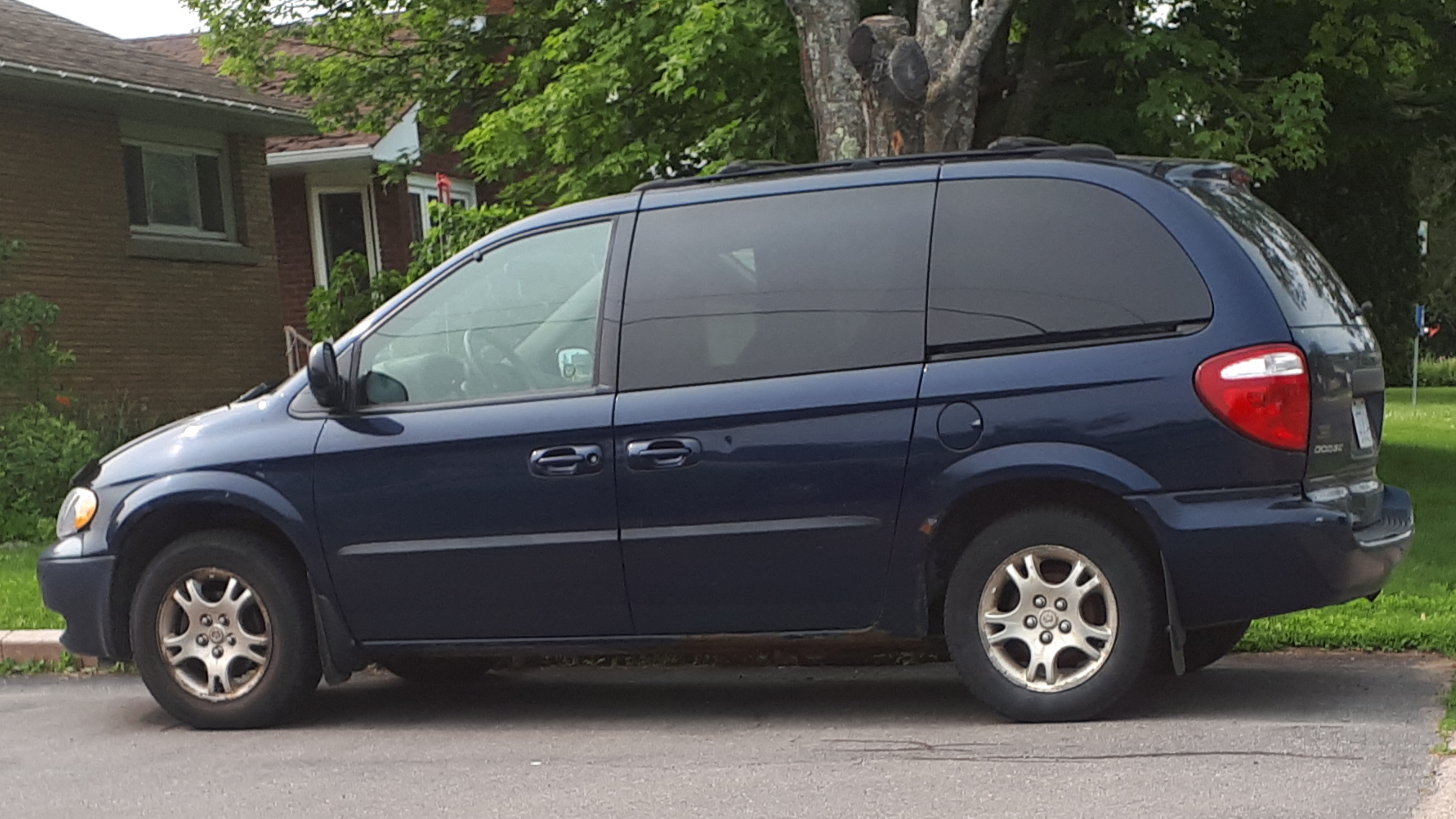
Dodge Caravan IV - tył

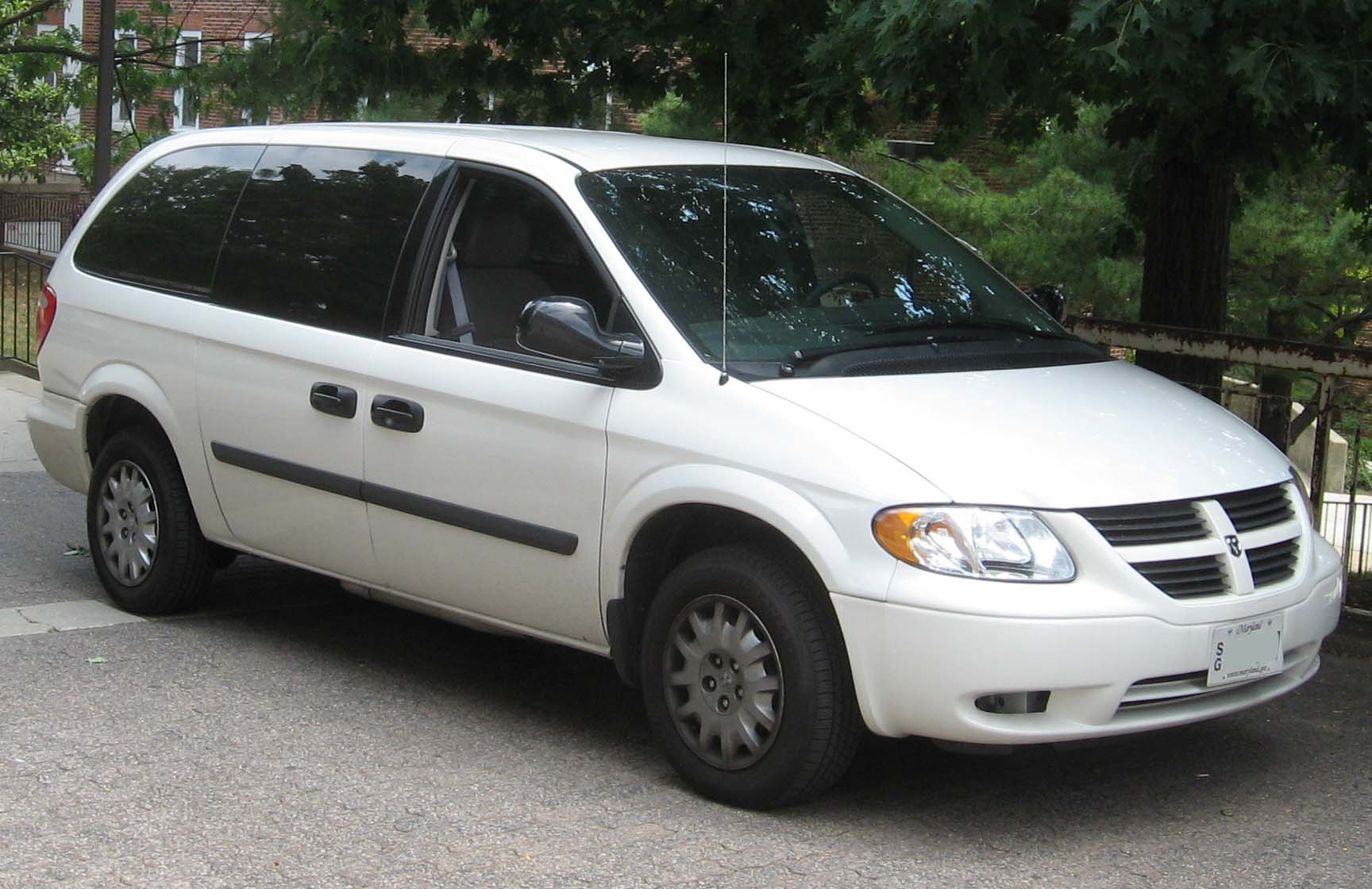
Dodge Grand Caravan IV

Dodge Caravan IV został zaprezentowany po raz pierwszy w 2000 roku.
Czwarta generacja Caravana, po raz ostatni oferowana również w krótszej wersji bez "Grand" w nazwie, trafiła na rynek latem 2000 roku. Samochód stał się większy i przestronniejszy, zyskując masywniejsze, zaokrąglone nadwozie realizujące ówczesny, nowy kierunek stylistyczny marki. Caravan IV został oparty na płycie podłogowej RS-body wraz bliźniaczym modelem Chryslera.
Do napędu używano benzynowych silników R4 oraz V6. Moc przenoszona jest na oś przednią (przez kilka lat opcjonalnie AWD) poprzez automatyczną skrzynię biegów. 

### Silniki
- L4 2.4l EDZ
- V6 3.0l 6G72
- V6 3.3l EGA
- V6 3.8l EGH

## Piąta generacja

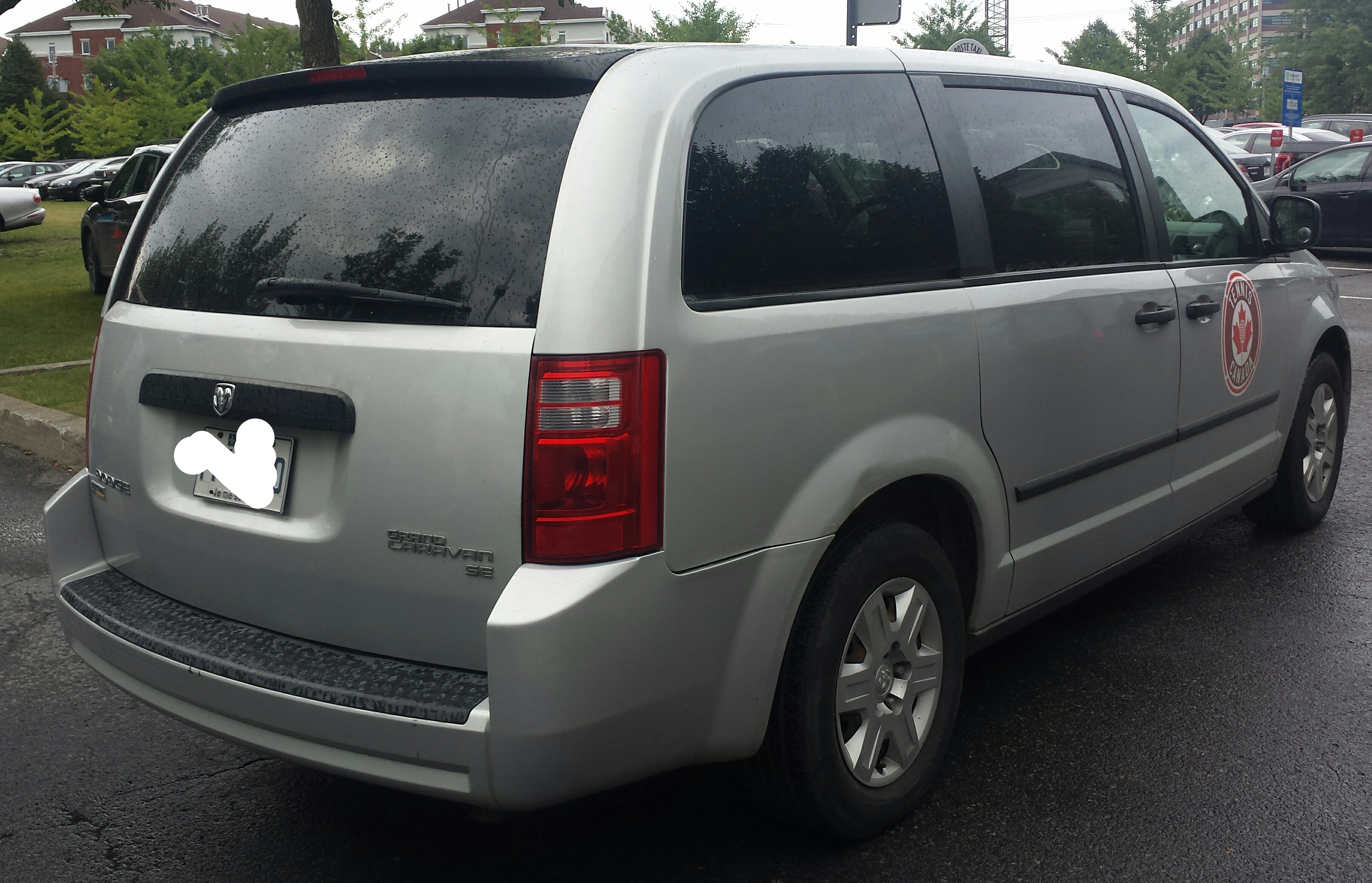
Dodge Grand Caravan V - tył

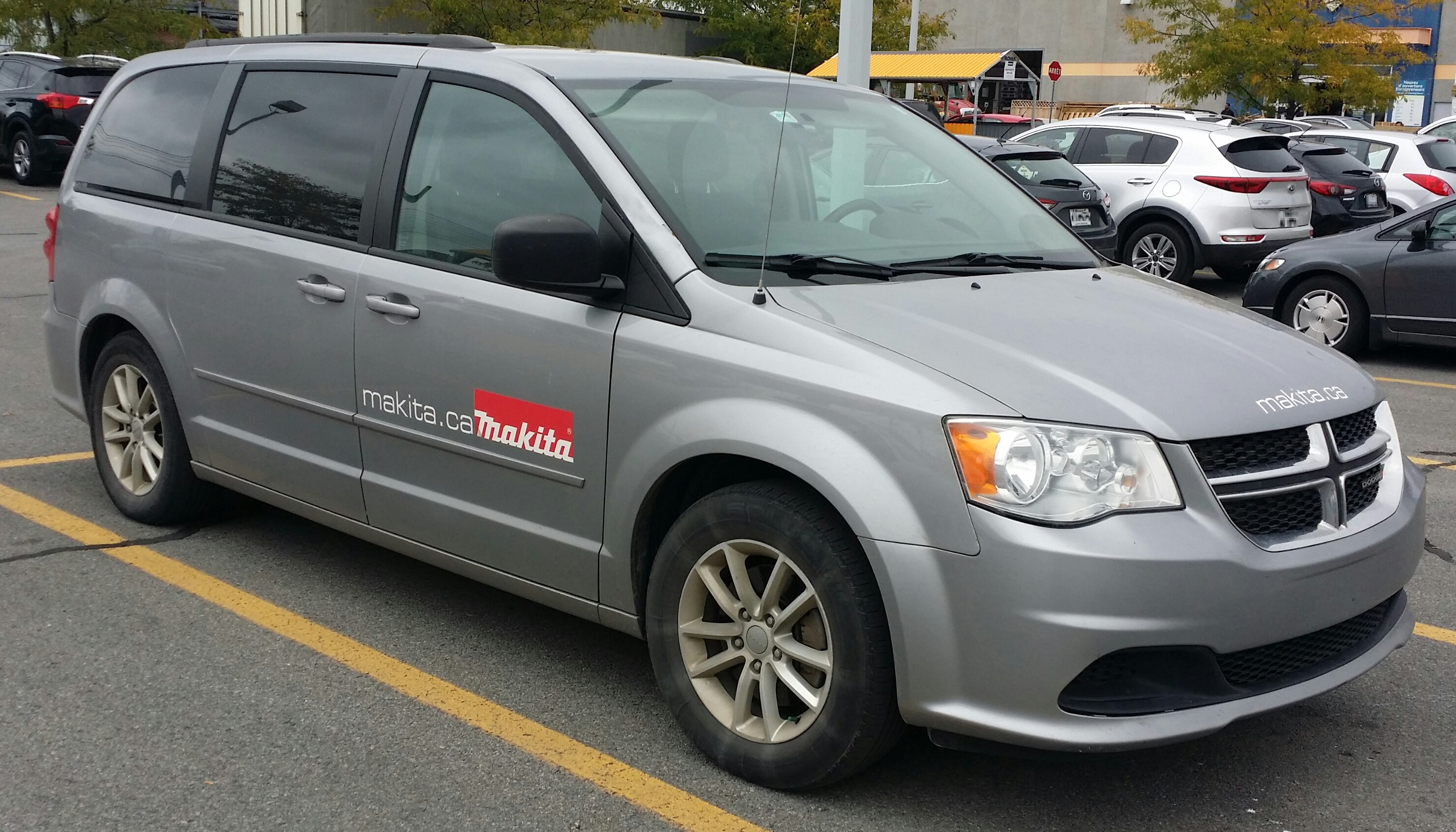
Dodge Grand Caravan V po liftingu

Dodge Grand Caravan V został zaprezentowany po raz pierwszy w 2007 roku.
Piąta generacja modelu zadebiutowała oficjalnie na początku 2007 roku. Samochód przeszedł gruntowną metamorfozę w stosunku do poprzednika - producent powrócił do bardziej kanciastych proporcji, zyskując większą powierzchnię szyb. Po raz pierwszy w historii samochód oferowany jest tylko jako przedłużona wersja Grand Caravan, co przełożyło się na wyraźnie większe wymiary zewnętrzne i znacznie przestronniejszą, niż wcześniej, kabinę pasażerską. Wygospodarowanie tak dużego nadwozia udało się dzięki zbudowaniu na nowej platformie Chryslera RT-body, która później posłużyła także do opracowania bliźniaczych modeli marek Ram Trucks i Volkswagen na rynek północnoamerykański. W 2010 roku ofertę jednostek napędowych poszerzyła nowa, 3,6-litrowa jednostka napędowa V6 o mocy 283 KM.

### Lifting
W 2010 roku producent przedstawił model po gruntownej modernizacji, w ramach której przeprojektowano przednie lampy, zmieniono kształt atrapy chłodnicy, a także przemodelowano zderzaki oraz klapę bagażnika. Dodge zdecydował się też na nową deskę rozdzielczą, w której pojawiły się nowe, mniej twarde materiały wykończeniowe i zmieniony układ wskaźników.

### Koniec produkcji
W lipcu 2019 roku pojawiły się spekulacje, według których produkowany wówczas od 12 lat Grand Caravan ma zniknąć z produkcji bez następcy w maju 2020 roku. Informacja została potwierdzona w lutym 2020 roku.

### Silniki
- L4 2.8l Diesel
- V6 3.3l
- V6 3.6l Pentastar
- V6 3.8l
- V6 4.0l